# Antonio Calvi
Antonio Calvi (Roma, 1341 – Roma, 2 ottobre 1411) è stato un cardinale e vescovo cattolico italiano.

## Biografia
Fece gli studi di giurisprudenza ed occupò diversi incarichi a Roma: sindaco degli ufficiali del senato romano, avvocato concistoriale, canonico della basilica vaticana. Visse gli anni difficili dello scisma d'Occidente, che vide la cristianità di rito latino divisa dapprima in due e poi in tre papati.
Il 31 ottobre 1390 papa Bonifacio IX lo nominò vescovo di Imola; fu consacrato dopo il mese di giugno del 1391. Il 22 dicembre 1395 fu trasferito alla sede di Todi.
Fu creato cardinale da papa Innocenzo VII, con il titolo di Santa Prassede, nel concistoro del 12 giugno 1405. Il 2 luglio 1409 optò per il titolo di San Marco.
Fu tra i cardinali promotori del concilio di Pisa, con il quale il collegio cardinalizio cercò di porre fine allo scisma d'Occidente, ma che invece non fece che aggravare le divisioni all'interno della cristianità occidentale. Partecipò al conclave del 1406, che elesse papa Gregorio XII e ai conclavi che elessero gli antipapi dell'obbedienza pisana Alessandro V e Giovanni XXIII.
Morì a Roma il 2 ottobre 1411 e venne sepolto nella basilica di San Pietro in Vaticano.